# Formula 1: Drive to Survive
Formula 1: Drive to Survive is een sportdocumentaireserie die een kijkje geeft achter de schermen van de Formule 1-wereld door het volgen van de Grand Prix-races en middels interviews van coureurs en teambazen. De productie is een samenwerking van Netflix en Formula One die sinds 2019 jaarlijks van het afgelopen F1-seizoen een nieuwe serie produceert. De serie was een van de initiatieven van het in 2017 aangetreden Liberty Media om de sport bij een groter publiek bekend te maken en het zodoende wereldwijd te populariseren.
Hoewel de serie wereldwijd aansloeg, werd het ook bekritiseerd omdat het ongerelateerde gebeurtenissen zou koppelen en interviews uit hun verband zou halen om verhaallijnen te dramatiseren. Met name Max Verstappen was hier bijzonder ongelukkig over en hij weigerde om die reden in het vierde seizoen aan de serie mee te werken.

## Overzicht
| Seizoen | Aantal afleveringen | F1-seizoen | Wereldwijd uitgebracht |
| ------- | ------------------- | ---------- | ---------------------- |
| 1       | 10                  | 2018       | 8 maart 2019           |
| 2       | 10                  | 2019       | 28 februari 2020       |
| 3       | 10                  | 2020       | 19 maart 2021          |
| 4       | 10                  | 2021       | 11 maart 2022          |
| 5       | 10                  | 2022       | 24 februari 2023       |
| 6       | 10                  | 2023       | 23 februari 2024       |